# Мартыново (озеро)
Мартыново — озеро в Рязанской области России. Входит в систему Клепиковских озёр. Площадь озера — 332 Га.

## Физико-географическая характеристика
Мартыново представляет собой проточное озеро реки Пра, являясь самым нижним в системе Клепиковских озёр. После него Пра течёт единым руслом в сторону Спас-Клепиков. Из-за отвода воды в мелиоративные канавы озеро сильно заболочено. Берега озера сложены торфяниками и сплавинами.
Решением Рязанского облисполкома от 30 декабря 1974 г. № 366 "О признании водных объектов памятниками природы" озеро признано памятником природы. Основные охраняемые виды: голавль, лягушка травяная, жерлянка краснобрюхая, ящерица живородящая, выпь малая, пастушок, травник, веретенник большой, поручейник, фифи, серая утка, сизая чайка, речная крачка, обыкновенный сверчок и др. Озеро находится на территории национального парка "Мещерский".